# Monumento de Chacamarca
El Monumento a los Vencedores de Junín es obra arquitectónica conmemorativa ubicado en el santuario de Chacamarca.

## Descripción
El monumento fue realizada por el escultor alemán Edmund Moeller. Está elaborado en granito, con una altura de 35.926 metros y una longitud circular de 21.24 metros.
Están rodeados de pirámides adosadas al pedestal y desde segundo cuerpo se levanta una columna que culmina en su cima con una corona de bronce de diecisiete puntas que representa el sol radiante y lleva la palabra Junín.
Se encuentra ubicado en el kilómetro 222 de la carretera central, en el santuario histórico de Chacamarca, ubicado en la pampa de Junín que está a una altitud de 4100 m s. n. m.

## Historia
Fue inaugurado en 1925 para conmemorar a los héroes que participaron en la batalla de Junín del 6 de agosto de 1824, donde se enfrentaron los ejércitos realista y patriota por la independencia del Perú.
Fue declarado Patrimonio Cultural de la Nación junto a la casa hacienda San Francisco de Chichausiri por el Ministerio de Cultura mediante una resolución publicada el 11 de agosto de 2014.
El Ministerio de Cultura, a través de la Unidad Ejecutora 008: Proyectos Especiales realizará la restauración y mejoramiento que se compone de la reparación de la edificación y las obras exteriores; y la construcción de servicios higiénicos; asimismo se acondicionará la museografía. En el 2023 se anunció que se ejecutara para ese año la restauración del monumento con una inversión de más de tres millones de soles.
En el 5 de agosto de 2023 se iluminó de rojo y blanco en conmemora el 199 aniversario de la Batalla de Junín.